# Monarca de Chuuk
El monarca de Chuuk (Myiagra oceanica) és un ocell de la família dels monàrquids (Monarchidae).

## Hàbitat i distribució
Viu entre la malesa del bosc, clars i ciutats de l'illa de Chuuk (o Truk) a les illes Carolines occidentals